# Pakistanische Cricket-Nationalmannschaft in Australien und Neuseeland in der Saison 1964/65
Die Tour der pakistanischen Cricket-Nationalmannschaft nach Australien und Neuseeland in der Saison 1964/65 fand vom 4. Dezember 1964 bis zum 16. Februar 1965 statt. Die internationale Cricket-Touren waren Bestandteil der Internationalen Cricket-Saison 1964/65 und umfassten drei Tests gegen Neuseeland und ein Test gegen Australien. Beide Serien endeten 0–0 unentschieden.

## Vorgeschichte
Für Neuseeland war es die erste Tour der Saison.
Das letzte Aufeinandertreffen von Neuseeland und Pakistan bei einer Tour fand in der Saison 1955/56 in Pakistan statt. Australien und Pakistan trafen direkt zuvor in der Saison in Pakistan aufeinander.

## Tour in Australien

### Stadien
Die folgenden Stadien wurden für die Tour als Austragungsort vorgesehen.
| Stadion                  | Stadt     | Kapazität | Spiele  |
| ------------------------ | --------- | --------- | ------- |
| Melbourne Cricket Ground | Melbourne | 100.024   | 1. Test |

### Kaderlisten
Die Mannschaften benannten die folgenden Kader.
| Test | Test |
| Australien | Pakistan |
| --- | --- |
| - Bob Simpson (K) - Brian Booth - Ian Chappell - Bob Cowper - Neil Hawke - Barry Jarman (wk) - Bill Lawry - Graham McKenzie - Berry Shepherd - David Sincock - Tom Veivers | - Hanif Mohammad (K) - Abdul Kadir (wk) - Afaq Hussain - Arif Butt - Asif Iqbal - Farooq Hamid - Intikhab Alam - Javed Burki - Mohammad Ilyas - Nasim-ul-Ghani - Saeed Ahmed |

### Tour Matches
Pakistan bestritt während der Tour drei Tour Matches gegen australische First-Class-Mannschaften.

### Test in Melbourne
| 4. – 8. Dezember Scorecard | Melbourne | Pakistan 287 (87.6) & 326 (96.4) | – | Australien 448 (92.3) & 88-2 (11.5) |
|                            |           | Remis                            |   |                                     |

Australien gewann den Münzwurf und entschied sich als Feldmannschaft zu beginnen.

## Tour in Neuseeland

### Stadien
Die folgenden Stadien wurden für die Tour als Austragungsort vorgesehen.
| Stadion        | Stadt        | Kapazität | Spiele  |
| -------------- | ------------ | --------- | ------- |
| Eden Park      | Auckland     | 50.000    | 2. Test |
| Lancaster Park | Christchurch | 38.628    | 3. Test |
| Basin Reserve  | Wellington   | 11.000    | 1. Test |

### Kaderlisten
Die Mannschaften benannten die folgenden Kader.
| Test | Test |
| Neuseeland | Pakistan |
| --- | --- |
| - Richard Reid (K) - Gary Bartlett - Frank Cameron - Richard Collinge - Bevan Congdon - Artie Dick (wk) - Graham Dowling - Graham Gedye - Zin Harris - Noel McGregor - Ross Morgan - Dick Motz - Barry Sinclair - Peter Truscott - John Ward (wk) - Bryan Yuile | - Hanif Mohammad (K) - Abdul Kadir - Arif Butt - Asif Iqbal - Billy Ibadulla - Intikhab Alam - Javed Burki - Mohammad Ilyas - Mufasir-ul-Haq - Nasim-ul-Ghani - Naushad Ali (wk) - Pervez Sajjad - Saeed Ahmed |

## Tests

### Erster Test in Wellington
| 22. – 26. Januar Scorecard | Wellington | Neuseeland 266 (114.2) & 179-7d (80.5) | – | Pakistan 187 (95) & 140-7 (52) |
|                            |            | Remis                                  |   |                                |

Pakistan gewann den Münzwurf und entschied sich als Feldmannschaft zu beginnen.

### Zweiter Test in Auckland
| 29. Januar – 2. Februar Scorecard | Auckland | Pakistan 226 (154) & 207 (100.1) | – | Neuseeland 214 (98.4) & 166-7 (80) |
|                                   |          | Remis                            |   |                                    |

Pakistan gewann den Münzwurf und entschied sich als Schlagmannschaft zu beginnen.

### Dritter Test in Christchurch
| 12. – 16. Februar Scorecard | Christchurch | Pakistan 206 (83) & 309-8d (93.3) | – | Neuseeland 202 (98.5) & 223-5 (83) |
|                             |              | Remis                             |   |                                    |

Pakistan gewann den Münzwurf und entschied sich als Schlagmannschaft zu beginnen.